# 보은 비마라사 석조관음보살입상
보은 비마라사 석조관음보살입상(報恩 毘摩羅寺 石造觀音菩薩立像)은 충청북도 보은군 속리산면 비마라사에 있는 석불다. 2004년 7월 9일 충청북도의 유형문화재 제240호로 지정되었다.

## 개요
비마라사(毘摩羅寺)는 속리산 서쪽 속칭 부처바위골에 1999년에 창건된 절이다. 석조보살상은 주지스님이 인근에서 수습하였다 하는데 그간에는 전혀 알려지지 않았던 불상이다.
불신(佛身)과 대좌(臺座)가 전하고 광배(光背)는 없어졌다. 불신은 목과 허리부분이 절단된 것을 다시 붙여놓은 상태이다.
이 불상은 전체높이 151cm, 머리높이 27cm, 어깨너비 34cm, 대좌높이 14cm, 대좌직경 54cm, 가슴너비 23cm이다. 머리 위에는 보관(寶冠)을 썼는데 삼면관(三面冠)으로 중앙에 화불(化佛)이 배치되어 있어 관세음보살(觀世音菩薩)임을 알 수 있다.
원만한 상호(相好)와 천의(天衣)의 처리, 양쪽 팔의 장식, 단아한 동체(胴體)의 조성양식과 수법 등으로 보아 통일신라시대에 조성된 것으로 보인다.
화강암 1석으로 조성하였는데 입상과 대좌가 동일석으로 대좌 위에 직립(直立)형태를 보인다. 코, 귀부분이 상당히 마모되어 있는데 미신을 섬기는 주민들이 긁어 갔다고 한다. 한때 마을의 청년이 도굴하여 운반 중인 것을 마을사람들이 만류하였는데 운반 중 목부분과 동체부분이 부러졌다고 하며 시멘트로 접착되어 있다.

## 참고 자료
- 보은 비마라사 석조관음보살입상 - 국가유산청 국가유산포털